# Baveno
Baveno é uma comuna italiana da região do Piemonte, província do Verbano Cusio Ossola, com cerca de 4.527 habitantes. Estende-se por uma área de 17 km², tendo uma densidade populacional de 266 hab/km². Faz fronteira com Gravellona Toce, Stresa, Verbania.

## Demografia
| Variação demográfica do município entre 1861 e 2011                               |
|                                                                                   |
| Fonte: Istituto Nazionale di Statistica (ISTAT) - Elaboração gráfica da Wikipedia |